# Eudora
優朵拉是一個Windows和Mac OS上的電子郵件客戶端軟體，是美國手機晶片大廠高通公司（Qualcomm）的早期產品，另外有個同名的郵件伺服器程式「 Eudora Internet Mail Server」。
優朵拉最初由Jeff Beckley、JuliaBlumin和Jerry Pickering所共同發展，後來由高通公司繼續發展為商用軟體並且推出Windows版，優朵拉在90年代曾經流行過一陣子，後來被Lotus Notes、Microsoft Outlook等軟體所取代。優朵拉目前核心碼完全改用Mozilla Thunderbird的程式碼，並成為自由軟體。
2018年5月22日，计算机历史博物馆自高通處取得 優朵拉 之所有權，此前雙方進行了長達 5 年的談判。

## 外部連結
- 官方網頁（页面存档备份，存于）